# Virslīga (1998)
Sezon 1998 był 7. edycją rozgrywek piłkarskich o mistrzostwo Łotwy.

## Tabela końcowa
|   | Klub                | M  | Z  | R  | P  | Br+ | Br- | Br+/- | Pkt |
| - | ------------------- | -- | -- | -- | -- | --- | --- | ----- | --- |
| 1 | Skonto Ryga         | 28 | 21 | 4  | 3  | 98  | 27  | 71    | 67  |
| 2 | Metalurgs Ryga      | 28 | 17 | 6  | 5  | 62  | 25  | 37    | 57  |
| 3 | FK Ventspils        | 28 | 16 | 6  | 6  | 56  | 23  | 33    | 54  |
| 4 | Dinaburg Daugavpils | 28 | 11 | 10 | 7  | 49  | 31  | 18    | 43  |
| 5 | FK Valmiera         | 28 | 10 | 7  | 11 | 39  | 59  | -20   | 37  |
| 6 | LU-Daugava Ryga     | 28 | 7  | 9  | 12 | 42  | 42  | 0     | 30  |
| 7 | FK Rēzekne          | 28 | 2  | 5  | 21 | 22  | 80  | -58   | 11  |
| 8 | Ranto-Miks          | 28 | 2  | 5  | 21 | 25  | 106 | -81   | 11  |

## Najlepsi strzelcy
|   | Piłkarz            | Klub                | Gole |
| - | ------------------ | ------------------- | ---- |
| 1 | Viktors Dobrecovs  | Liepājas Metalurgs  | 23   |
| 2 | Roman Hryhorczuk   | Dinaburg Daugavpils | 21   |
| 3 | Mihails Miholaps   | Skonto Ryga         | 20   |
| 4 | Marians Pahars     | Skonto Ryga         | 19   |
| 5 | Vladimirs Babičevs | Skonto Ryga         | 11   |
| - | Vīts Rimkus        | Skonto Ryga         | 11   |